# Lake Hector
Der Lake Hector ist ein See im Southland District der Region Southland auf der Südinsel von Neuseeland.

## Namensherkunft
Der See wurde nach dem Geologen und Erforscher James Hector benannt.

## Geographie
Der Lake Hector befindet sich am südwestlichen Ende der Südinsel, knapp 1 km nördlich der Western Passage und rund 1,5 km nordwestlich von Great Island. Der See erstreckt sich über rund 1,61 km in Ost-West-Richtung und misst an seiner breitesten Stelle rund 440 m in Nord-Süd-Richtung. Mit einem Seeumfang von rund 3,72 km deckt der Lake Hector, der auf einer Höhe von 54 m liegt, eine Fläche von rund 54,3 Hektar ab.
Verschiedene kleine Gebirgsbäche speisen den See und seine Entwässerung findet an seinem östlichen Ende über den Grainger Stream statt. In dessen kurzem Verlauf befinden sich die Grainger Falls.